# Tilmann Schöberl
Tilmann Schöberl (* 17. August 1964 in Hannover) ist ein deutscher Hörfunk- und Fernsehmoderator.

## Hörfunk
Von 1986 bis 1990 moderierte er bei Radio Charivari Regensburg die Morningshow. Im Jahr 1990 schloss er sein Studium als Diplombetriebswirt an der Fachhochschule Regensburg ab. Danach folgten bis 1991 Beiträge auf Bayern 3. Auf Antenne Bayern war er bis 1997 nicht nur Moderator der Vormittagssendung, sondern auch Redaktionsleiter und Leiter des Ressorts Wirtschaft/Geld. Seit 1997 moderiert er wieder beim Bayerischen Rundfunk und ist Chef vom Dienst bei Bayern 1. Er moderiert jede zweite Woche die Sendestrecke Bayern 1 am Nachmittag, im Wechsel mit Susanne Rohrer, und regelmäßig samstags Bayern 1 am Samstag.

## Fernsehen
Seit 1995 moderiert Schöberl als Veranstaltungsmoderator bundesweite Messen, Events sowie Galas und produziert bei TV München die Talkreihe Unterwegs in München. Sechs Jahre lang berichtete er live mit prominenten Gästen vom Münchner Oktoberfest. Seit 2005 moderiert er beim BR Fernsehen jeden Mittwoch im Hauptabendprogramm die Bürgersendungen Jetzt red i, Jetzt red i – Europa und das Bürgerforum live.
Vom 8. April 2018 bis 16. Dezember 2018 hat Tilmann Schöberl übergangsweise die Moderation  des Sonntags-Stammtisches von Helmut Markwort übernommen, da dieser aufgrund seiner Kandidatur für den bayerischen Landtag bei den Wahlen im Herbst 2018 seine Moderationstätigkeit beenden musste. Schöberl war bereits in den Jahren zuvor in einzelnen Sendungen als Vertretungsmoderator aktiv. Ab Januar 2019 übernahm Hans Werner Kilz die Moderation des Sonntags-Stammtisches, Schöberl blieb aber nach wie vor Vertretungsmoderator.

## Auszeichnungen
Am 11. Juli 2024 wurde Schöberl vom bayerischen Ministerpräsidenten Markus Söder mit dem bayerischen Verdienstorden ausgezeichnet.